# Le Réveil du peuple
Le Réveil du peuple (tj. Probuzení lidu) je píseň z období Velké francouzské revoluce. Text napsal Jean-Marie Souriguières de Saint-Marc, hudbu složil Pierre Gaveaux. Poprvé byla zpívána 19. ledna 1795.
Tato píseň se stala protestem proti revolučním výstřelkům Hrůzovlády: napadala jakobíny a stála v opozici vůči Marseillaise. Byla oblíbená jak u royalistů, tak u antijakobínů.
Boj mezi Le Réveil du peuple a La Marseillaise se objevil i v divadlech. Vůči zpěvákům jako Talma stáli protivníci, přívrženci tzv. muskadinů.
Píseň byla nakonec zakázána Direktoriem dne 18. nivôse roku IV (8. ledna 1796).